# تاريخ النقل السككي بالمغرب

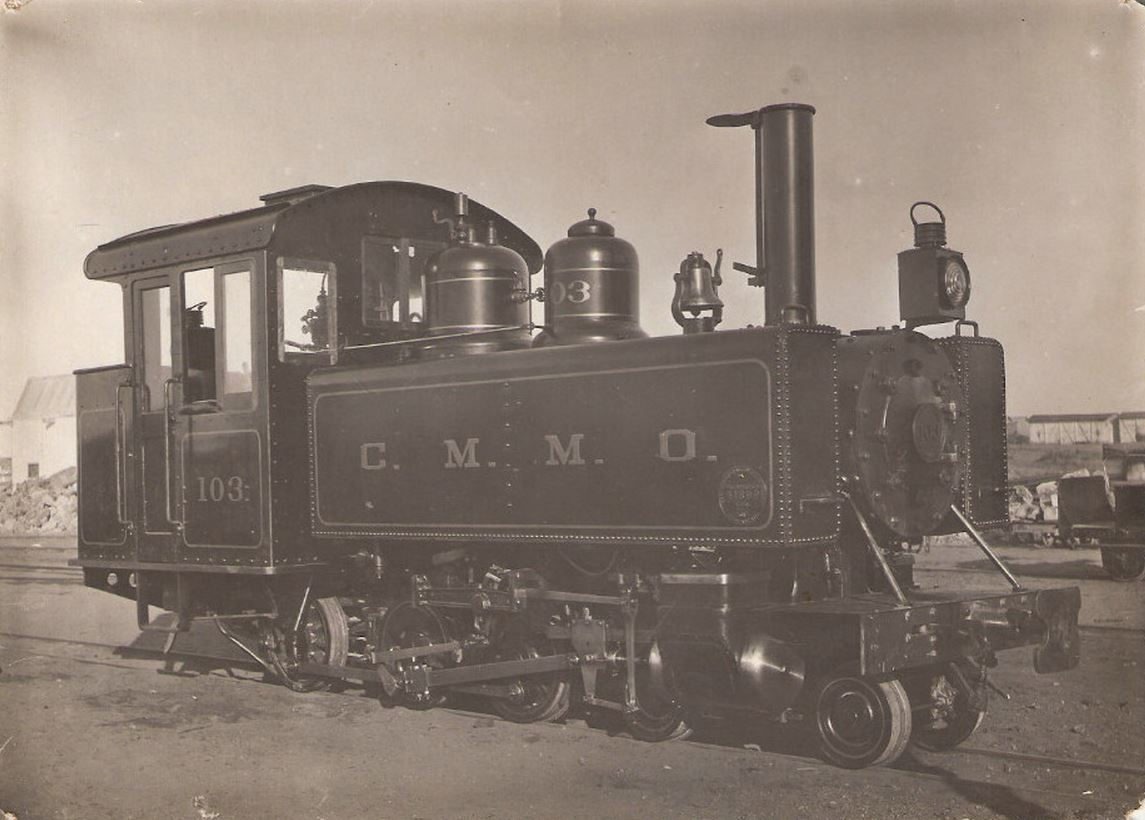
قاطرة بخارية بريطانية : فئة بالدوين 230T.

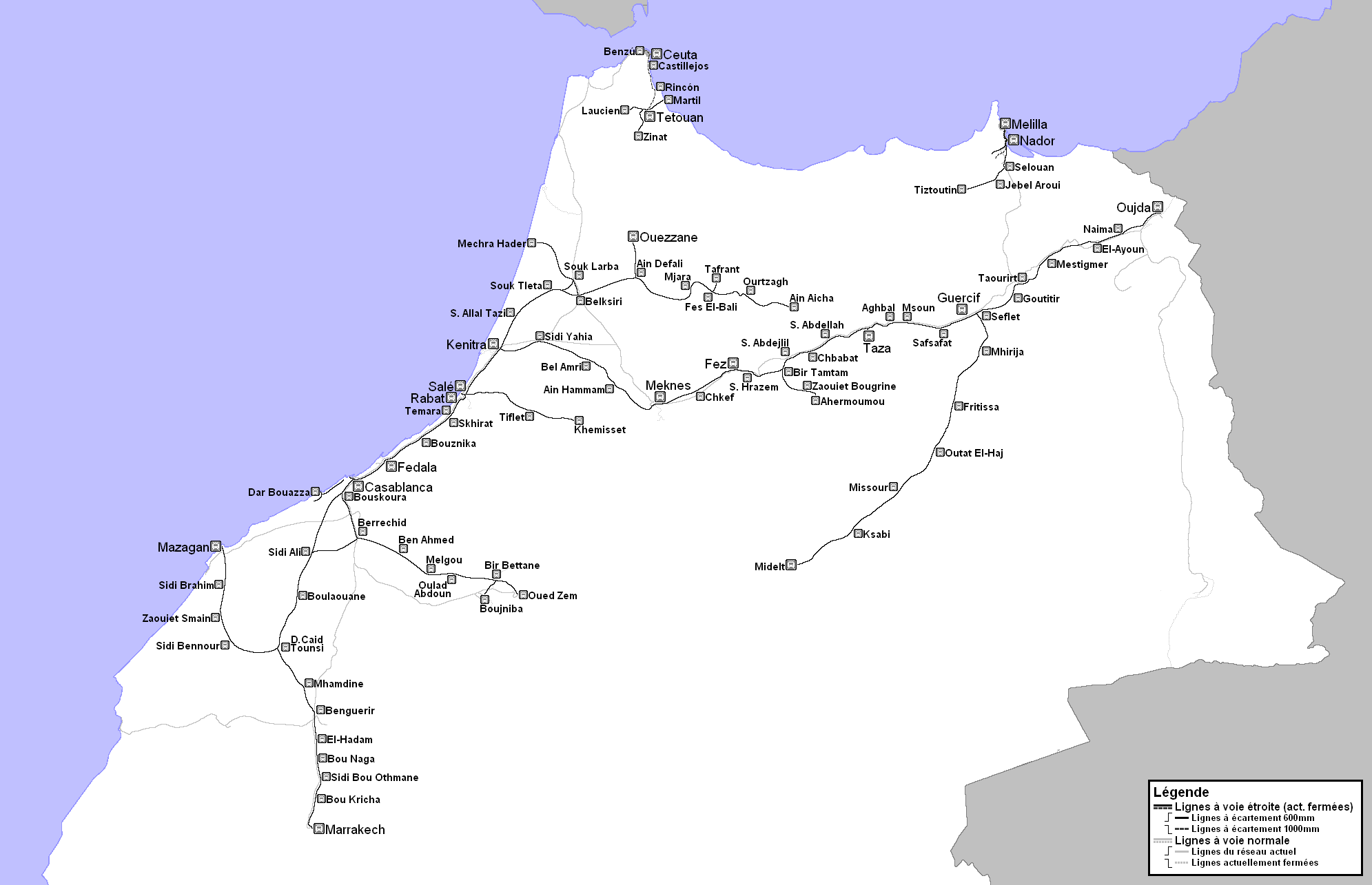
شبكة السكك الضيقة في المغرب خلال فترة الحماية الفرنسية

يرجع تاريخ النقل السككي بالمغرب إلى فترة الحماية الفرنسية حيث  أستعملت السكك الحديدية الضيقة كوسيلة رئيسية لنقل القوات العسكرية الفرنسية والموارد الطبيعية. تم تطوير وبناء شبكة السكك الحديدية القياسية في وقت لاحق.

## شبكة السكك الضيقة

### الخط الأول
قدمت الحكومة البلجيكية عام 1887 مشروع أول خط سكة حديدية ضيقة في المغرب للحسن الأول ليربط الخط بين القصر وحديقة أكدال في مكناس. تسلم السلطان القطار بقاطرتين بخاريتين مع بناء الخط السككي وتم تنفيذ هذه الخطوة لتحسين العلاقات التجارية البلجيكية مع السلطان على أمل بناء سكك حديدية أخرى في المغرب.

### شبكة السكك الضيقة في منطقة الحماية الفرنسية
انتهت فرنسا من بناء أول خط سككي ضيق جدا بالمغرب في عام 1908. وتم تحويله إلى القياس الضيق والذي استخدم لاحقا في المزيد من الخطوط السككية بداية من عام 1912 إلى عام 1935. وكانت شبكة السكك الضيقة في منطقة الحماية الفرنسية بالمغرب من أكبر الشبكات في أفريقيا وكان يبلغ طولها الإجمالي أكثر من 1700 كم.
بعد معاهدة الجزيرة الخضراء حيث اتفق ممثلو الدول العظمى على عدم بناء أي خط سكك حديد قياسي في المغرب حتى استكمال الخط الرابط بين طنجة وفاس. حينها بدأ الفرنسيون في بناء خطوط سككية ضيقة من أجل نقل الجيوش في الجزء الخاص بهم في المغرب.
أصبح الخط الرابط بين مراكش - الدار البيضاء - القنيطرة - فاس - وجدة يعرف باسم الخط السككي الإستراتيجي في المغرب (بالفرنسية: Chemins de fer Strategiciques du Maroc)‏ وبلغ طول الخط 948 كم. وقد تم بناء خطوط فرعية داخلية أخرى (بالفرنسية: Chemins de fer de penetration du Maroc)‏ وبنيت معظم هذه الخطوط خلال الفترة من 1921 إلى 1925 بإستثناء جرسيف - أوطاط أولاد الحاج - ميدلت في عام 1916 واكتمل في عام 1920.

### شبكة السكك الضيقة في منطقة الحماية الإسبانية
بنت إسبانيا شبكة سكك حديدية ذات القياس الضيق في المغرب خلال فترة الحماية وكانت خطوط السكة ضيقة باستخدام قياس 1٬000 مليمتر (3 قدم (وحدة قياس) 33⁄8 بوصة) و 600 mm (1 ft 115⁄8 in). وتم إنشاء الخط الرابط بين تطوان وسبتة ما بين 1913 و1918 قبل أن يغلق عقب استقلال المغرب سنة 1956.

## شبكة السكك الحديدية القياسية
قامت شركات خاصة ببناء أربعة خطوط سكك حديدية قياسية قبل استقلال المغرب عام 1956. وتم دمج الخطوط الأربعة لتشكيل المكتب الوطني للسكك الحديدية (بالفرنسية: ONCF)‏ في عام 1963.

### شركة السكك الحديدية في المغرب
تأسست أول شركة سكك حديدية في منطقة الحماية الفرنسية عام 1920 تحت اسم شركة السكك الحديدية في المغرب (بالفرنسية: C.F.M Compagnie des chemins de fer du Maroc)‏. وبنت الشركة خطين للسكك الحديدية:
- خط بين الدار البيضاء والقنيطرة - سيدي قاسم ، اكتمل عام 1925.
- خط بين الدار البيضاء ومراكش ، اكتمل عام 1936.

### الشركة الفرنسية الإسبانية في طنجة وفاس
بدأت الشركة الفرنسية الإسبانية (بالفرنسية: Compagnie Franco-espagnole du Tanger-Fès)‏ منذ عام 1919 ببناء 315 كيلومتر من السكك بين طنجة وفاس حيث تتواجد 18 كم منها في منطقة طنجة الدولية و93 كم في المنطقة الإسبانية و204   كم في المنطقة الفرنسية. تم الإنتهاء من البناء في عام 1927.

### شركة السكك الحديدية في شرق المغرب
انتهت شركة السكك الحديدية في شرق المغرب (بالفرنسية: Compagnie du chemin de fer du Maroc oriental)‏ من بناء الخط السككي الرابط بين وجدة وبوعرفة في عام 1927.

### شركة السكك الحديدية بين البحر الأبيض المتوسط والنيجر
قامت شركة خط السكك حديد بين البحر الأبيض المتوسط والنيجر (بالفرنسية: Chemins de Fer de la Méditerranée au Niger)‏ ببناء خط سككي يربط بين منطقة لإستخراج الفحم بالقرب من بو عرفة في شرق المغرب وشبكة السكك الحديدية الجزائرية من وجدة. واكتمل الخط الرابط بين وهران ووجدة عام 1922 وتم ربطه إلى فاس عام 1934.

## روابط خارجية
- الموقع الرسمي للمكتب الوطني للسكك الحديدية
- تاريخ السكك الحديدية في المغرب وتونس والجزائر